# Opera (cortometraje)
Opera es un cortometraje animado surcoreano/estadounidense de 2020 de Erick Oh, quien trabajó en Pig: The Dam Keeper Poems.

## Sinopsis
Una mirada no narrativa a la humanidad (religión, lucha de clases, racismo, guerra y terrorismo) en bucle a gran escala.

## Premios
En 2021, fue nominado a un Premio de la Academia al Mejor Cortometraje de Animación.